# Ctenochira pastoralis
Ctenochira pastoralis là một loài tò vò trong họ Ichneumonidae.